# Американизация
Американиза́ция — влияние США на массовую культуру, бизнес-модели, язык и политику других стран. Понятие было изобретено в 1907 году и первоначально относилось к росту популярности североамериканского образа жизни в Канаде. 
В самих Соединённых Штатах Америки понятие применяется к процессу ассимиляции иммигрантов.

## Американский бизнес и бренды
7 из 10 самых популярных мировых брендов находятся в США (на 2006 год). Некоторые из них являясь символами американской культуры, часто становятся символом американизации, как например Кока-Кола. Также часто с американизацией связывают культуру фастфуда и, в особенности, сеть заведений McDonald's (по словам некоторых журналистов — «Макдональдс есть везде, куда бы вы ни пошли»), а также ведущие компании в области IT-технологий — Microsoft, Apple Inc. и IBM.

## Медиа и популярная культура

### Кино и телевидение
Голливуд и американская кино- и ТВ-индустрия — главные источники, из которых люди, живущие за пределами США, узнают об американской культуре и обычаях. Согласно исследованию, проводимому Radio Times в 2000-х — «Симпсоны», «Отчаянные домохозяйки» и «Остаться в живых» являются ведущими по популярности программами в более чем 20 странах мира. Американские фильмы также популярны во всём мире, 20 всех самых кассовых фильмов в истории сняты в США, в том числе «Аватар» и «Унесённые Ветром».

### Музыка
Американская музыка широко популярна за пределами США. Такие исполнители как Элвис Пресли и Майкл Джексон признаны во всём мире, и произведения их творчества даже после их смерти продаются огромными тиражами. Альбом Майкла Джексона — Thriller продан тиражом более 100 миллионов дисков и является самым продаваемым альбомом в истории. Помимо этого жанры американской музыки вообще имеют огромную популярность и даже образуют собственные региональные сцены (или фактически подталкивают к этому), как например русский рок и японский рок.

### Имидж и молодёжные тенденции
Широко также влияние американских молодёжных традиций, в том числе стиля одежды или молодёжных субкультур. Например, в Японии увлечение хип-хопом привело к появлению субкультуры гяру, проводящих много времени в соляриях и красящих волосы, дабы быть похожими на афроамериканцев, а популярность во всём мире глэм-метала внесло большой вклад в формирование visual kei.

## Американизация азиатских слов
Большинство источников, посвящённых экзотическим странам типа Японии или Китая, — англоязычные, а оригинальные материалы труднодоступны из-за слабого знания среднестатистическим человеком этих языков. Ввиду этого, японские и китайские слова часто записываются калькой с английской записи. Таким образом в русский язык вошли такие термины как гейша, тсуга из японского, и кунг фу, фэншуй из китайского.

### Японский язык
Из-за того что большинство источников о Японии было англоязычными, многие люди переносили эти слова в русский язык, транслируя английский вариант по правилам англо-русской транскрипции, а не японский оригинал, игнорируя официальные системы транскрипции для русского языка и иногда даже правила самого английского, например записывая yo как йо вместо ё или ts как тс вместо ц и т. д. Впоследствии это становилось причиной множества конфликтов, касающихся того, какой вариант лучше (более правильно) передаёт японские слова в русском языке. Некоторые слова даже стали символами этих споров, например суши.

## В историческом сравнении
В истории человечества перенятие ценностей, языка и культуры ведущей державы встречались нередко. Похожее развитие встречалось:
- в эпоху эллинизма: эллинизация
- в эпоху Римской империи: романизация,
- культурные заимствования от Франции в XVIII и XIX веках: галлизация
- заимствования общественных норм СССР в странах социалистического блока: советизация
- влияние культуры Китая на страны Дальнего Востока и Индокитая: китаизация